# Aeshna crenata
Aeshna crenata е вид водно конче от семейство Aeshnidae. Видът е незастрашен от изчезване.

## Разпространение
Разпространен е в Беларус, Латвия, Литва, Русия и Финландия.